# توت‌خوار مرمری
توت‌خوار مرمری، توت‌خوار خالدار یا سوت‌کش خالدار (نام علمی: Rhagologus leucostigma) یک گونه از پرندگان که روابط آن مشخص نیست اما به احتمال زیاد مرتبط به پرستوی جنگلی، boatbills و مرغ قصاب است. این یک گونه monotypic در سردهٔ Rhagologus و خانواده Rhagologidae است. این گونه در ارتفاعات گینه نو یافت می‌شود، جایی که زیستگاه طبیعی آن جنگل‌های کوهستانی مرطوب نیمه‌گرمسیری یا گرمسیری است.